# Постабортивни синдром
Постабортивни синдром или синдром након побачаја скуп је негативних психолошке ефекта и врста посттрауматског стресног поремећаја који се јављају након намерног прекида трудноће (абортуса). Он обухвата све негативне емоционалне реакције које се приписују абортусу, као што су: а) излагање или учешће у искуству абортуса, које се доживљава као трауматично и намерно уништавање нерођеног детета, б) неконтролисано негативно поновно доживљавање абортуса, ц) неуспешни покушаји да се избегну или негирају болна сећања на абортус, што доводи до смањеног реаговања д) доживљавање повезаних симптома који нису били присутни пре абортуса, укључујући осећај кривице за преживљавање.

## Опште информације
Према подацима Института Гутмахер из августа 2018. године, од 22 америчке државе које прикупљају информације о могућим психолошким реакцијама на абортус, осам држава наводи негативне емоционалне реакције код трудница након абортуса.
Недавна литература која се бави психолошким утицајима абортуса такође наводи потребу и препоручује  да се пре абортуса проучи психичко стање жена које имају предиспозицију да буду у ризику по ментално здравља након побачаја.
И поред наведених података постабортивни синдром није потврђен као облик психијатријског стања и није прихваћен као дијагноза од стране
- Америчке психолошке асоцијација,
- Америчког удружење психијатара,
- Америчко медицинско удружење,
- Америчког колеџа акушера и гинеколога,
- Америчког удружење за јавно здравље.[5][6][7][8]

## Клиничка слика
Више од половине жена које су добровољно прошле кроз поступак вештачког прекида трудноће развијају постабортивни синдром. Његови симптоми се можда неће појавити одмах, већ годинама након прекида трудноће. Његове манифестације укључују:
- депресију и осећање кривице
- промене личности
- чежњу и љутња на себе, партнера, рођаке, доктора, околности, итд., које су присилиле жену да прекине трудноћу.

Жена која је подвргнута абортусу постаје сувише нетолерантна према људима, агресивна, не може гледати труднице и децу без суза, или не толерише њихово присуство. У већини случајева, абортус је узрок прекида брака/односа између партнера, не само да се у сексуалним односима развија неусклађеност, већ и неповерење и агресија према партнеру посебно и према мушкарцима уопште.
Да би потиснула осећај кривице, жена може “прећи” на посао, активно се ангажовати у јавним пословима или прибећи олакшицама у облику алкохола и дроге. Непрестано самотрагање у себи и оптужбе против себе чине ђену након абортуса неуравнотеженом и хистеричном особом, што утиче на њено физичко и ментално здравље жене.

## Терапија
Лечење овог синдрома често није потребан, али ако за тим има потребе лечење није лак задатак и састоји се не само од помоћи психолога, понекад и психијатра, већ и од обраћања бројним друштвеним заједницама па и цркви.

## Супротстављени ставовови
Контроверзу о абортусу и менталном здрављу покренуле су две различите перспективе о томе како најбоље тумачити прихваћене чињенице.  
Наравно нико не пориче да абортус може имати трауматичан ефекат. Нарочито у случајевима када је дете било жељено, а из било ког разлога га тренутно нека особа не можеимати. А такође и ако се абортус врши из медицинских разлога и сл. Такође је више него вероватно да ће се особа која изврши абортус осећати кривом после процедуре и последично развити трауматску реакцију на догађај – посебно ако овај чин доживи као убиство или бар као нешто неетично. Али једноставно осећање кривице за нешто не доказује да је то неетично.
Приликом тумачења података, заговорници абортуса и менталног здравља склони су да истичу ризике повезане са абортусом, док минималисти абортуса и менталног здравља истичу већ постојеће факторе ризика као примарно објашњење за корелације са негативнијим исходима. Ипак, обе стране се слажу да је 
- абортус доследно повезан са повишеним стопама менталних болести у поређењу са женама које нису имале историју абортуса;

- искуство абортуса директно доприноси проблемима у менталном здрављу (барем код неких жена);

- присутан фактор ризика, као што је већ постојећа ментална болест, која идентификују жене са највећим ризиком од проблема менталног здравља након абортуса;

- могуће је спровести истраживање у овој области на начин који може дефинитивно да идентификује степен у коме се било која ментална болест која је настала након абортуса може поуздано приписати абортусу самом по себи.

Области неслагања, које су нијансираније, обрађене су нашироко. Препреке на путу истраживања ка даљем консензуса укључују: 
- вишеструке путеве за ризик од побачаја и менталног здравља,

- истовремене позитивне и негативне реакције,

- неодређене временске оквире и степене реакција,
- лоше дефинисане термине,
- вишеструке факторе узрочности,
- инхерентна предубеђења заснована на идеологији и несразмерној изложености различитим типовима жена.

Заједничка основа постоји у вези са веома основном чињеницом да барем неке жене имају значајне проблеме менталног здравља који су узроковани, покренути, погоршани или компликовани њиховим искуством абортуса. У многим случајевима, ово може бити због осећаја притиска на абортус или одабира абортуса без довољно пажње на мајчинске жеље или морална уверења која могу отежати помирење нечијег избора са сопственим идентитетом.
Такође постоји заједнички језик у вези са чињеницом да се фактори ризика који идентификују жене које су под већим ризиком, укључујући историју претходних менталних болести, могу користити за идентификацију жена које би могле имати користи од више саветовања пре и после абортуса. Додатна истраживања у вези са факторима ризика и индикаторима који идентификују када абортус може највероватније донети бенефите које желе жене без негативних последица, могу и треба да се спроведу кроз велике лонгитудиналне проспективне студије.
Коначно, постоји заједнички језик о потреби за бољим истраживањем. Сама та чињеница је снажан аргумент за мешовите истраживачке тимове, сарадњу у дизајнирању лонгитудиналних студија доступних за анализу било ком истраживачу (без идеолошких скрининга), дељење података и бољу сарадњу у одговарању на захтеве за поновну анализу. Сви ови кораци ће помоћи да се здравственим радницима пруже тачније информације за скрининг, процену ризика и користи и за пружање боље неге и информација женама пре и после абортуса и других репродуктивних догађаја.